# موريس بلوخ
موريس بلوخ (بالفرنسية: Maurice Bloch )‏ وُلد عام 1939،  هو عالم إنسان، وأستاذ جامعي، من إنجلترا، ولد في كا.

## التعليم
تعلم في كلية لندن للاقتصاد.